# Aaron Opoku
Aaron Opoku-Tiawiah (* 28. März 1999 in Hamburg) ist ein deutscher Fußballspieler. Der Flügelspieler wurde überwiegend beim Hamburger SV ausgebildet und stand bis Ende Juni 2025 beim 1. FC Kaiserslautern unter Vertrag.

## Karriere

### Im Verein

#### Juniorenzeit in Hamburg
Der in Hamburg geborene Opoku hat ghanaische Wurzeln. Er begann bei der Hamburger Turnerschaft von 1816 mit dem Fußballspielen, bevor er 2011 in das Nachwuchsleistungszentrum des Hamburger SV wechselte. Beim HSV durchlief Opoku fortan alle Jugendmannschaften und spielte unter anderem in der B-Junioren- und A-Junioren-Bundesliga. In der Saison 2017/18, seiner letzten Spielzeit bei den A-Junioren (U19), in der er als Kapitän mit seiner Mannschaft, zu der etwa auch Fiete Arp, Josha Vagnoman, Jonas David und Ogechika Heil zählten, den 2. Platz in der Staffel Nord/Nordost belegte, erzielte der Flügelspieler in 23 Einsätzen 15 Treffer. Zudem kam Opoku im März 2018 zu 3 Einsätzen in der zweiten Herrenmannschaft in der viertklassigen Regionalliga Nord.

#### Erste Profisaison beim HSV
Zur Saison 2018/19 unterschrieb Opoku seinen ersten Profivertrag mit einer Laufzeit bis zum 30. Juni 2021 und rückte in den Kader der ersten Mannschaft auf, die in die 2. Bundesliga abgestiegen war. Gleichzeitig stand er im Kader der zweiten Mannschaft. Während der Vorbereitung erlitt Opoku während des Aufwärmens vor einem Testspiel der zweiten Mannschaft einen Spannungspneumothorax und musste an der Lunge operiert werden. Knapp 2 Monate später kam Opoku für die zweite Mannschaft wieder in einem Pflichtspiel zum Einsatz. Weder unter Christian Titz, unter dem er bereits in der U17 gespielt hatte, noch unter dessen Nachfolger Hannes Wolf schaffte es Opoku in der Folge bei einem Zweitligaspiel in den Spieltagskader. Er kam bis zur Winterpause stattdessen insgesamt 9-mal in der Regionalliga zum Einsatz und erzielte einen Treffer. Aufgrund seiner guten Leistungen absolvierte Opoku die Wintervorbereitung erneut in der Profimannschaft. In der Rückrunde stand Opoku bei einigen Spielen der Profimannschaft im Spieltagskader, wurde jedoch nicht eingewechselt. Er kam auf 8 weitere Einsätze in der Regionalliga, in denen er ein Tor erzielte.

#### Leihen nach Rostock, Regensburg und Osnabrück
Für die Saison 2019/20 wurde Opoku für ein Jahr zum Drittligisten Hansa Rostock ausgeliehen. Am 1. Spieltag erzielte er beim 3:3-Unentschieden gegen den FC Viktoria Köln das Tor des Monats Juli. Unter dem Cheftrainer Jens Härtel gehörte der Flügelspieler die gesamte Saison über meist zum Stammpersonal. Er absolvierte 33 Ligaspiele (26-mal von Beginn), in denen er 5 Tore erzielte. Mit einer Durchschnittsnote von 2,98 wurde Opoku vom Kicker hinter Deniz Undav (SV Meppen; 2,67), dem Torschützenkönig Kwasi Okyere Wriedt (FC Bayern München II; 2,70), Sascha Mölders (TSV 1860 München; 2,90) und Marius Kleinsorge (SV Meppen; 2,95) als fünftbester Stürmer der Liga bewertet.
Zur Saison 2020/21 kehrte Opoku zum Hamburger SV zurück, der in der Vorsaison den Wiederaufstieg in die Bundesliga auf dem 4. Platz erneut verpasst hatte. Zuvor wurde sein Vertrag bis zum 30. Juni 2024 verlängert. An den ersten zwei Spieltagen kam der 21-Jährige unter Daniel Thioune hinter Manuel Wintzheimer, Sonny Kittel, Khaled Narey und Bakery Jatta lediglich zu einem Kurzeinsatz und parallel zu zwei Einsätzen in der zweiten Mannschaft. Anfang Oktober 2020 wurde er daher bis zum Saisonende an den Ligakonkurrenten SSV Jahn Regensburg ausgeliehen. Dort konnte er sich unter dem Cheftrainer Mersad Selimbegović nicht nachhaltig durchsetzen. Opoku kam auf 21 Zweitligaspiele, stand jedoch nur 6-mal in der Startelf und erzielte ein Tor. Der Geschäftsführer Christian Keller sagte nach dem Saisonende über ihn: „Aaron hat definitiv ein ganz großes Talent mit in die Wiege gelegt bekommen. Dieses Talent hat er bei uns auch immer mal wieder andeuten können. Leider nicht so konstant, wie wir uns das alle erhofft hatten. Er muss sich über sein überlegenes Talentpotenzial bewusst werden und hart daran arbeiten, dieses Talent in Form von Qualität konstant auf den Platz zu bringen. Wenn er das schafft, werden wir noch einiges von ihm hören.“
Im Sommer 2021 kehrte Opoku erneut zum HSV zurück, der fortan von Tim Walter trainiert wurde. Auch Walter plante nach der Vorbereitung nicht mit Opoku, der bei den ersten 4 Spielen der Saison 2021/22 und der ersten Runde des DFB-Pokals nicht zum Einsatz kam und lediglich ein Regionalligaspiel bestritt. Daraufhin wechselte der 22-Jährige Ende August 2021 bis zum Saisonende auf Leihbasis zum Drittligisten VfL Osnabrück. Beim Absteiger gehörte Opoku unter Daniel Scherning über die gesamte Saison zum Stammpersonal. Er kam in 32 Drittligaspielen zum Einsatz, stand 28-mal in der Startelf und erzielte 3 Tore. Zudem bereitete der Flügelspieler 13 Tore vor, womit er in dieser Statistik einer der besten Spieler der Drittligasaison war. Der VfL Osnabrück spielte lange um den direkten Wiederaufstieg in die 2. Bundesliga, belegte letztendlich jedoch den 6. Platz.

#### 1. FC Kaiserslautern
In der Sommerpause 2022 kehrte der 23-Jährige abermals zu seinem Stammverein zurück. Aufgrund der Verletzungen der Flügelspieler Bakery Jatta und Xavier Amaechi sowie des Abgangs von Faride Alidou wurde Opoku an den ersten 5 Spieltagen der Saison 2022/23 3-mal eingewechselt. In seinem letzten Einsatz, vor dem der HSV mit Jean-Luc Dompé einen weiteren Flügelspieler verpflichtet hatte, sah er jedoch nach wenigen Minuten aufgrund einer Tätlichkeit die Rote Karte und wurde für 5 Spiele gesperrt.
Nachdem Opoku ein Spiel der Sperre abgesessen hatte, verließ er den HSV Ende August 2022 nach 11 Jahren endgültig und wechselte zum Ligakonkurrenten 1. FC Kaiserslautern.
Im Sommer 2025 verließ er Kaiserslautern.

### In der Nationalmannschaft
Im April 2018 spielte Opoku ein Mal in der deutschen U19-Nationalmannschaft. Zwischen März und November 2019 kam er 6-mal für die U20-Auswahl zum Einsatz.

## Spielabbruch nach vermeintlich rassistischer Beleidigung
Am 19. Dezember 2021 soll Opoku beim Auswärtsspiel des VfL Osnabrück gegen den MSV Duisburg in der 33. Spielminute nach der Ausführung eines Eckstoßes von einem Zuschauer rassistisch beleidigt worden sein. Der Schiedsrichter Nicolas Winter äußerte in einem Interview bei Magenta Sport: „Es gab einen Eckstoß für den VfL Osnabrück und dann Affenlaute von der Tribüne. Das hat er sofort wahrgenommen und auch der Assistent. Beide haben mir den Vorgang geschildert.“ Daraufhin wurde erstmals im deutschen Profifußball ein Spiel aufgrund eines vermeintlich rassistischen Vorfalls abgebrochen. Der VfL Osnabrück sah sich nicht in der Lage weiterzuspielen. Der VfL-Geschäftsführer Michael Welling sagte: „Aaron ist fertig und war nicht mehr in der Lage zu spielen“ und fügte an, dass man mit dem Verzicht auf Weiterspielen dokumentieren wolle, dass man ein solches Verhalten nicht akzeptiere. Der Innenminister von Niedersachsen, Boris Pistorius, bezeichnete den Vorfall als „absolut widerwärtig“ und „hässliche Fratze des Alltagsrassismus in unserem Land“.
Laut der Duisburger Polizei wurde gegen einen 55-jährigen Tatverdächtigen Strafanzeige erstattet. Dieser gab im Rahmen einer Vernehmung an, er hätte „Du Affe kannst eh keine Ecken schießen“ gerufen, damit jedoch Opokus hellhäutigen Mitspieler Florian Kleinhansl, der ebenfalls die Ecke schießen wollte, gemeint. Zeugen aus demselben Block bestätigten dies und bestritten auch, dass der Tatverdächtige „Affenlaute“ von sich gegeben hätte, was beispielsweise Schiedsrichter Winter zu Protokoll brachte. Der 55-Jährige bekam durch den MSV Duisburg ein Hausverbot ausgesprochen.
Am Folgetag sprachen sich die Vereine für ein Wiederholungsspiel aus. Der DFB entsprach den Anträgen der beteiligten Vereine.
Am 19. Januar 2022 wurde bekannt, dass nach polizeilichen Ermittlungen die Auswertungen von Videoaufnahmen und Befragungen von Spielern, Zuschauern und Schiedsrichtern ergaben, dass der Rassismus-Vorwurf nicht erhärtet werden konnte. Die von Opoku vernommenen Affenlaute konnte niemand bestätigen. Die Ermittlungen ergaben, dass, wie vom Beschuldigten angegeben, der fragliche Ausruf dem hellhäutigen Mitspieler Kleinhansl gegolten habe, der ebenfalls an der Eckfahne stehend, den Eckstoß ausführen wollte. Dies führte dazu, dass kein „hinreichender Tatverdacht […] begründet werden“ konnte und die Staatsanwaltschaft Duisburg das Ermittlungsverfahren am 25. Januar 2022 einstellte.